# Marquesado de los Llamos
El Marquesado de los Llamos es un título nobiliario español, creado el 28 de febrero de 1762, por el rey Carlos III, para Nicolás de Mollinedo y la Quadra, Rado y Llarena, Caballero de la Orden de Santiago (1741),  Secretario del Consejo de Hacienda y Sala de Millones de la de Indias y vizconde de Peñaflor el 4 de marzo de 1762.

## Breve historia de los marqueses de los Llamos
- Nicolás de Mollinedo y la Quadra, I marqués de los Llamos, vizconde de Peñaflor el 4 de marzo de 1762, caballero de la Orden de Santiago el 3 de julio de 1741,[2] nombrado secretario de la Cámara del Patronato de Aragón el 9  de octubre de 1769 y de la Cámara y Patronato de Castilla el 30 de octubre de 1770.[3] Se casó en Madrid, el 5 de diciembre de 1758 con María Juliana del Arco y Fernández-Cacho y otorgó testamento el 16 de octubre de 1786 donde menciona a sus hijos Manuel, María Manuela, Manuela María y Manuela Vicenta. Le sucedió su nieto:

- José Muñiz y Mollinedo (m. 6 de diciembre de 1862), II marqués de los Llamos y V  marqués del Campo de Villar,[4]  hijo de Alonso Muñiz de Laysequilla (n. Madrid, 11 de febrero de 1764), marqués del Campo de Villar –hijo de Alonso de Muñiz y Manjón, marqués del Campo de Villar, y de Micaela de Laysequilla y Lazcano– y de Manuela María Mollinedo y Arco, hija del I marqués de Llamos.[2] Sin descendencia. Le sucedió su sobrino:[4]

- Ildefonso (o Alfonso) de Tuero y Muñiz (Madrid, 23 de diciembre de 1820 - Leganés, 13 de septiembre de 1884), III marqués de los Llamos y VI marqués del Campo del Villar,[4] alférez de lanceros de Pavía, capitán de infantería y caballero de la Orden de Santiago en 1845.[2] Gentilhombre de cámara de S.M. con ejercicio y al servicio del infante Francisco de Paula Antonio. Fue hijo de Alfonso de Tuero y López-Treviño, coronel de infantería, gentilhombre de cámara de S.M., casado el 20 de abril de 1819 con María de la Soledad Muñiz Mollinedo (n. Madrid, 27 de diciembre de 1793).[2] Contrajo matrimonio con Dolores Andriani y Fernández Iglesias. Enterrado en el Cementerio de San Isidro de Madrid. Le sucedió su hijo:[4]

- Ildefonso de Tuero y Andriani (1858-1899), IV marqués de los Llamos y VII marqués del Campo de Villar.  Sin descendencia. Le sucedió su primo hermano:[4]

- José de Tuero y Cifuentes (m. Madrid, 20 de octubre de 1921) V marqués de los Llamos,[4] y caballero de la Orden de Santiago en 1904.[5] Era hijo de Francisco de Tuero y Muñiz y de Enriqueta Cifuentes.[4] y contrajo matrimonio con Francisca Guerrero y Sarrió (m. 11 de diciembre de 1897).[4] Le sucedió su hijo:

- Francisco de Tuero y Guerrero (n. Madrid, 21 de abril de 1893) VI marqués de los Llamos y IX marqués del Campo de Villar. Fue admitido como Caballero de la Orden del Santo Sepulcro de Jerusalén el 7 de junio d 1928.[6]  Se casó en Madrid en 1919 con María de los Ángeles de Reyna y Cerero.[4] Le sucedió su hijo, José de Tuero y Reyna.[4] Se expidió Carta de Sucesión el 22 de marzo de 1973 que fue revocada  el 20 de octubre de 1975 y se expidió carta a favor de Jesús de Tuero Alonso.[7]

- Jesús de Tuero y Alonso (m. Madrid, 29 de marzo de 1977), VII marqués de los Llamos[7][8] Contrajo matrimonio con María de la Concepción Álvarez Arranz.[8]

- María de la Concepción de Tuero y Álvarez-Arranz, VIII marquesa de los Llamos[1][9] y marquesa del Campo de Villar, hija de Jesús Tuero Alonso.[10] Casada con Fernando Sánchez del Campo y González de Ubierna.[8]